# Kosáry Domokos
Kosáry Domokos (Selmecbánya, 1913. július 31. – Budapest, 2007. november 15.) Széchenyi-nagydíjas magyar történész, egyetemi tanár, az MTA elnöke (1990–1996). 1999-től 2007-ig a Magyar Történelmi Társulat elnöke.

## Életpályája
Édesapja dr. Kosáry János (1881–1942) tanítóképzőintézeti igazgató, zongoraművész volt. Még gyermekkorában szüleivel (édesanyja, a korszak híres írónője, Kosáryné Réz Lola) Budapestre települt a Trianon következtében Csehszlovákiához került Selmecbányáról. Itt végezte tanulmányait a Pázmány Péter Tudományegyetemen, történelem-latin szakon. Az Eötvös József Collegium tagja, a korszak neves történészének, Szekfű Gyulának a tanítványa. Kosáry már huszonévesként bekerült az akkori Magyarország kulturális elitjébe. 1935-től már 22 éves korától a Magyar Szemle szerzői közé tartozott. Kortársaival ellentétben ő Németország helyett Angliában és Franciaországban járt ösztöndíjjal, ahol megismerhette a nyugati, színvonalas, az Annales fémjelezte történeti iskolát.
Mint az Eötvös Collegium tagja közeli kapcsolatba került annak kurátorával, Teleki Pállal, aki hosszabb tanulmányútra küldte őt az Amerikai Egyesült Államokba, ahol tanulmányai mellett Magyarország nyugati megítéléséről kellett tájékozódnia. Teleki ottani barátai mind figyelmeztettek a várható német vereségre a második világháborúban, ám idehaza kevesen hittek a hazatérő ifjú történésznek. Hamarosan a Teleki Pál Tudományos Intézetben a Történettudományi Intézet igazgatóhelyettese lett, a háború után az egyetemen is taníthatott, ám az egyre erősödő marxista történészek (Andics Erzsébet, Mód Aladár) támadásai megbuktatták és eltávolították az egyetemről.
1956-ban a Történettudományi Intézet Forradalmi Tanácsának elnöke, ezért később két évig börtönben volt, majd a Pest Megyei Levéltár munkatársa, később újra engedték, hogy a Történettudományi Intézetben dolgozzon. Bár nem engedték vezető pozícióba, ez a korszak a csendes alkotás időszaka, több jelentős művét ekkor alkotta. A Magyar Tudományos Akadémia levelező tagja 1982-től, rendes tagja 1985-től, elnöke 1990-1996 között. Szakterülete az újabb kori magyar és európai történelem.
Az MTA elnökeként 1993-ban ő indította útjára a Magyar nagylexikon sorozatnyitó kötetét.

## Szervezeti tagságai
- Történettudományi Bizottság
- Magyar-Svéd Történész Vegyesbizottság (elnök)
- Széchenyi Irodalmi és Művészeti Akadémia (örökös védnök)
- Magyar Külügyi Társaság (elnök)
- Magyar Történelmi Társulat (elnök)
- Teleki László Alapítvány Kuratóriuma (elnök)
- Academia Europaea (London)
- Académie Européenne des Sciences des Arts et des Lettres (Párizs)
- Academia Scientiarum et Artium Croatica (levelező tag)
- British Academy (levelező tag)
- Román Tudományos és Művészeti Akadémia (tiszteletbeli tag, 1997)
- Royal Historical Society (London)

## Díjai, kitüntetései

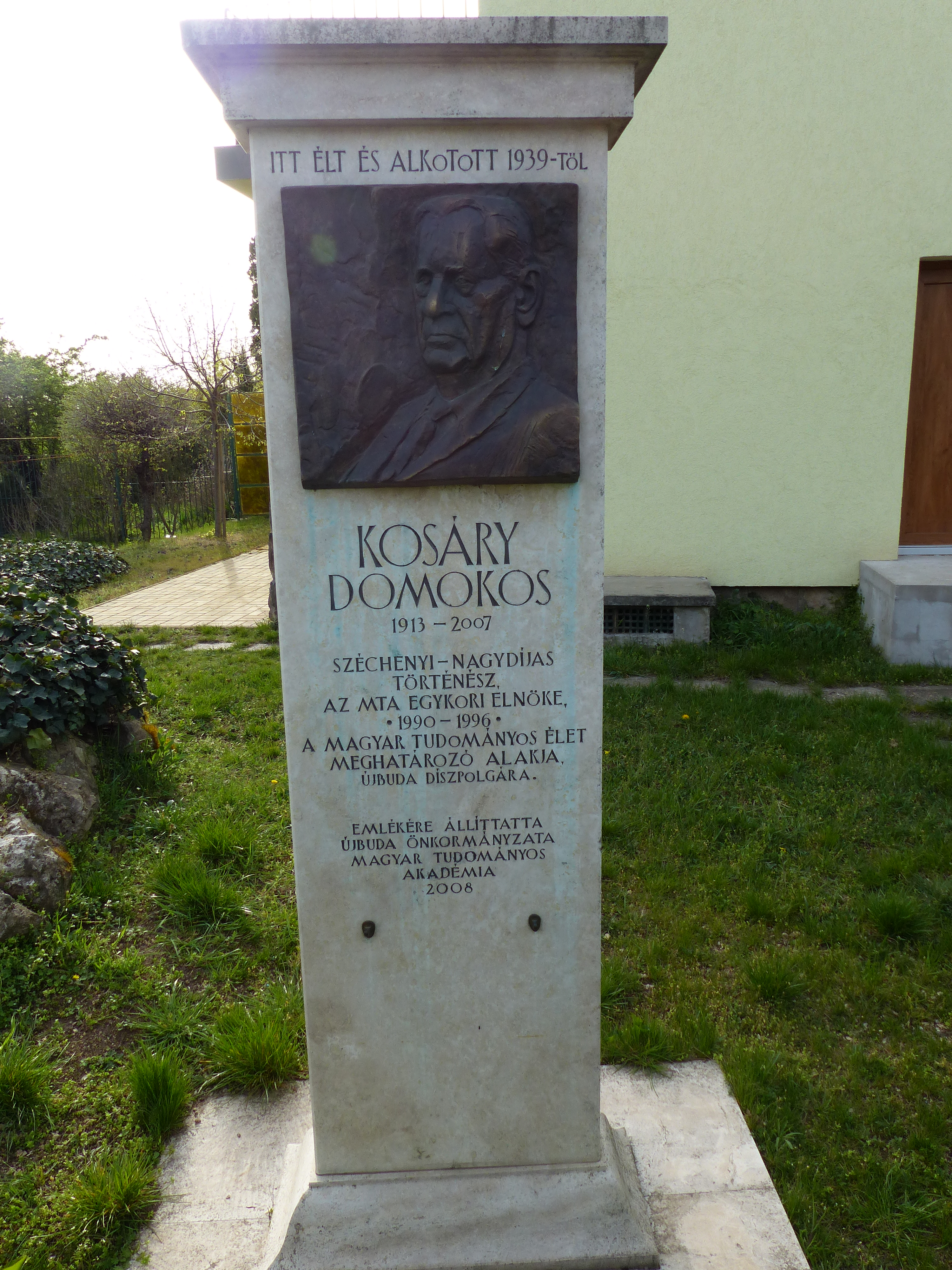
Kosáry Domokos emlékoszlopa

- Állami Díj (1988) – Fél évszázados történettudományi, kutatói és alkotói tevékenységéért, a magyar történettudomány nemzetközileg is magas szintű műveléséért.
- A Magyar Köztársasági Érdemrend nagykeresztje (1993)
- Széchenyi-nagydíj (1995) – A XVIII. század művelődéstörténetének mind módszertani, mind tartalmi szempontból kitűnő feldolgozásáért, a magyar reformkor, s benne Széchenyi egész munkásságának bemutatásáért, továbbá Magyarország nemzetközi helyzetének történelmünk egész folyamán végigvezetett meghatározásáért, nemzeti hagyományrendszerünk tárgyilagos bemutatásáért, valamint tudományszervezői tevékenységéért.
- Budapest díszpolgára (1996)
- Österreichisches Ehrenkreuz für Wissenschaft und Kunst, I. Klasse (1996)
- francia Becsületrend (1996)
- Francia Akadémiai Pálma (Párizs)
- Akadémiai Aranyérem (1997)
- Hazám-díj (2001, XXI. Század Társaság)
- Németországi Szövetségi Köztársaság Érdemrend nagy érdemkeresztje (2003)
- Nagy Imre-érdemrend (2003)
- Hűség a Hazához Érdemrend nagykeresztje
- Prima Primissima díj (2004)
- Újbuda díszpolgára (2004)[9]
- Széchenyi-aranyérem (2006)
- Radnóti Miklós antirasszista díj (2007)

## Művei
- A Görgey-kérdés és története; Egyetemi Ny., Bp., 1936
- Görgey; Magyar Szemle Társaság, Bp., 1939 (Kincsestár)
- Kossuth és a Védegylet. A magyar nacionalizmus történetéhez; Athenaeum Ny., Bp., 1942
- Magyarország története, Országos Közoktatási Tanács, 1943 (angolul, spanyolul, svédül is)
- Kosáry Domokos–Mérei Gyula: Magyarország története a szatmári békétől napjainkig. 6. köt. A gimn. 8., a líceumok, gazdasági középiskolák és a tanító/nő/-képző intézet 4. oszt. számára; Szikra, Bp., 1945 (Ideiglenes történelemtankönyv sorozat)
- Magyarország története az őskortól a szatmári békéig. A gimnáziumok VII., a liceumok és gazdasági iskolák III. osztálya számára; Szikra, Bp., 1945 (Ideiglenes történelemtankönyv sorozat)
- Kossuth Lajos a reformkorban; Antiqua, Bp., 1946
- Kosáry Domokos–Vajda György Mihály: Történelmi olvasmányok az 5. oszt. számára; VKM, Bp., 1947 (Általános iskolai tankönyvek)
- Kosáry Domokos–Vajda György Mihály: Történelmi olvasmányok a 6. oszt. számára, VKM, Bp., 1947 (Általános iskolai tankönyvek)
- A reformkor, Bölcsészettudományi Kar Tanulmányi Osztálya, Bp., 1949
- Bevezetés a magyar történelem forrásaiba és irodalmába, Közoktatási, Bp., 1951–1958
- History of Hungarian nation, Danubian Press, Astor park, 1969 (Hungarian heritage books)
- Bevezetés Magyarország történetének forrásaiba és irodalmába I. 1., Általános rész 1-2., Tankönyvkiadó, Bp., 1970
- Magyarország története képekben, szerk. Kosáry Domokos; Gondolat, Bp., 1971
- A Magyar Tudományos Akadémia másfél évszázada 1825–1975, (társszerző) Akadémiai Kiadó, 1975
- Napóleon és Magyarország, Magvető, Bp., 1977 (Gyorsuló idő)
- Magyar külpolitika Mohács előtt, Magvető, Bp., 1978 (Gyorsuló idő)
- Napoleon et la Hongrie, Akadémiai Kiadó, Bp., 1979
- Művelődés a XVIII. századi Magyarországon, Akadémiai, Bp., 1980 (angolul is)
- Les réformes scolaires de l'absolutisme éclairé en Hongrie entre 1765 et 1790, Akadémiai, Bp., 1980
- Széchenyi Döblingben, Magvető Könyvkiadó, Bp., 1981
- Magyarország Európa újabb kori nemzetközi rendszerében : Akadémiai székfoglaló : 1983. április 14. Akadémiai Kiadó, Bp., 1985
- A történelem veszedelmei. Írások Európáról és Magyarországról; Magvető, Bp., 1987
- Nemzeti fejlődés, művelődés, európai politika; MTA Történettudományi Intézet, Bp., 1990 (Társadalom- és művelődéstörténeti tanulmányok)
- Újjáépítés és polgárosodás, 1711–1867 Háttér Kiadó, Bp., 1990
- Az európai kis államok fejlődési típusai : akadémiai székfoglaló : 1986 április 17. Akadémiai Kiadó, Bp., 1990
- A Görgey-kérdés története I-II., Osiris századvég, Bp., 1994
- Művelődés a XVIII. századi Magyarországon, Akadémiai Kiadó, Bp., 1996
- Hat év a tudománypolitika szolgálatában; MTA Történettudományi Intézete, Bp., 1996
- A chilloni fogoly, Olvasónapló 1958. Magyar Írószövetség és a Belvárosi Könyvkiadó kiadása, 1997
- Magyarország és a nemzetközi politika 1848–49-ben, História Könyvtár: Monográfiák, 1999
- Bevezetés Magyarország történetének forrásaiba és irodalmába, Osiris Kiadó, Budapest, 2000
- Pest megye monográfiája; főszerk. Kosáry Domokos; Pest Megye Monográfia Közalapítvány, Bp., 2001–
- A magyar és európai politika történetéből, Osiris Kiadó, 2001
- Famous Hungarians (angol), Rubicon-Könyvek, Bp., 2002
- Kossuth Lajos a reformkorban, Osiris Kiadó, 2002
- Hungary and international politics in 1848–1849; angolra ford. Tim Wilkinson; Social Science Monographs–Atlantic Research and Publications–Columbia University Press, Boulder–Highland Lakes–New York, 2003 (East European monographs; Atlantic studies on society in change)
- Magyarország Európában; Nemzeti Tankönyvkiadó, Bp., 2003 (Európai iskola)
- A chilloni fogoly. A történelem veszedelmeiről; előszó Szörényi László, vál., szerk. Ferch Magda; Széchenyi Irodalmi és Művészeti Akadémia, Bp., 2013
- Ungarn und die internationale Politik 1848–1849 (Magyarország és a nemzetközi politika 1848–1849-ben); németre ford. Oplatka András; Österreichische Akademie der Wissenschaften, Wien, 2017 (Studien zur Geschichte der Österreichisch-Ungarischen Monarchie)

## Könyvek róla
- Romsics Ignác: Kosáry Domokos; Kossuth Kiadó; Budapest (2025)

## MTMT publikációs lista
- Publikációs listája az MTMT-ben

## Emlékezete

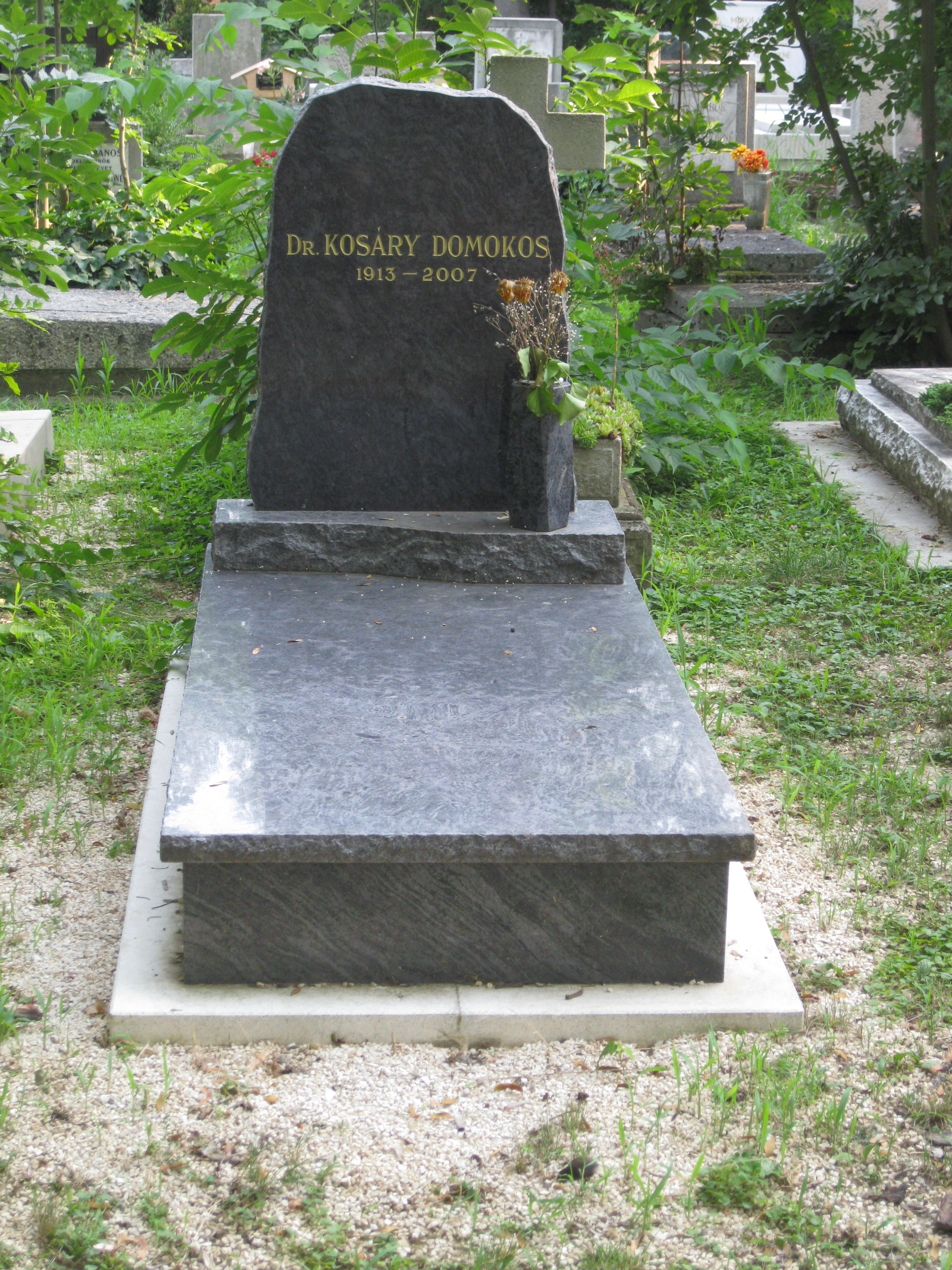
Kosáry Domokos sírja Budapesten. Farkasréti temető: 6/2-1-107.

- Születésének századik évfordulója alkalmából 2013-ban a Magyar Tudományos Akadémián emlékülésen idézték fel alakját és munkásságát. Tiszteletére nevezték el a Szent István Egyetem Kosáry Domokos Könyvtárát és Levéltárát, ahol egy emléktáblája is látható.